# Список главных тренеров «Майами Хит»
«Майами Хит» — американский профессиональный баскетбольный клуб, выступающий в Юго-Восточном дивизионе Восточной конференции Национальной баскетбольной ассоциации (НБА). Клуб был основан в 1988 году и присоединился к лиге в сезоне 1988/89 в результате расширения НБА, одновременно с «Орландо Мэджик», «Миннесота Тимбервулвз» и «Шарлотт Хорнетс». Команда базируется в городе Майами, штат Флорида, и домашние матчи проводит на Американ Эйрлайнс-арене, которая была построена в 1999 году. Основным владельцем команды является американский бизнесмен Микки Арисон.
С момента образования клуба к НБА в нём работало 6 главных тренеров. Первым тренером команды был Рон Ротштейн. Пэт Райли 11 сезонов работал главным тренером «Хит» и является лидером клуба по количеству игры, проведённых с командой в регулярном чемпионате (849), по количеству побед в регулярном чемпионате (454) и по количеству игры, проведённых в плей-офф (26). Эрик Споэльстра же является лидером клуба по проценту выигранных матчей в регулярном чемпионате (70,7 %). В 1996 году Райли был назван одним из 10 величайших тренеров в истории НБА, в 1997 году он стал тренером года НБА, а в 2008 году введён в Зал славы баскетбола как тренер. Споэльстра — единственный тренер «Хит», который провёл всю тренерскую карьеру в одной команде.

## Тренеры
| Легенда | Легенда                                                                                              |
| ------- | --- |
| Игр     | Число матчей в качестве главного тренера                                                             |
| В       | Количество побед                                                                                     |
| П       | Количество поражений                                                                                 |
| %В      | Процент выигранных матчей                                                                            |
|         | Провёл всю карьеру главного тренера в НБА в «Хит»                                                    |
|         | Введён в Зал славы баскетбола в качестве тренера                                                     |
|         | Введён в Зал славы баскетбола в качестве тренера и провёл всю карьеру главного тренера в НБА в «Хит» |

Статистика приведена на конец сезона 2017/18.
| № | Имя             | Фото | Период    | Игр                  | В                    | П                    | %В                   | Игр      | В        | П        | %В       | Достижения                                                                      | Прим.  |
| № | Имя             | Фото | Период    | Регулярный чемпионат | Регулярный чемпионат | Регулярный чемпионат | Регулярный чемпионат | Плей-офф | Плей-офф | Плей-офф | Плей-офф | Достижения                                                                      | Прим.  |
| - | --------------- | ---- | --------- | -------------------- | -------------------- | -------------------- | -------------------- | -------- | -------- | -------- | -------- | ------------------------------------------------------------------------------- | ------ |
| 1 | Рон Ротштейн    |      | 1988—1991 | 246                  | 57                   | 189                  | .232                 | —        | —        | —        | —        |                                                                                 | [ 6 ]  |
| 2 | Кевин Логери    |      | 1991—1995 | 292                  | 133                  | 159                  | .455                 | 8        | 2        | 6        | .250     |                                                                                 | [ 7 ]  |
| 3 | Элвин Джентри   |      | 1995      | 36                   | 15                   | 21                   | .417                 | —        | —        | —        | —        |                                                                                 | [ 8 ]  |
| 4 | Пэт Райли       |      | 1995—2003 | 624                  | 354                  | 270                  | .567                 | 23       | 10       | 13       | .435     | Один из 10 величайших тренеров в истории НБА (1996) Тренер года НБА (1996—1997) | [ 4 ]  |
| 5 | Стэн Ван Ганди  |      | 2003—2005 | 185                  | 112                  | 73                   | .605                 | 28       | 17       | 11       | .607     |                                                                                 | [ 9 ]  |
| — | Пэт Райли       |      | 2005—2008 | 225                  | 100                  | 125                  | .444                 | 27       | 16       | 11       | .593     | Чемпион НБА (2006)                                                              | [ 4 ]  |
| 6 | Эрик Споэльстра |      | 2008—н.в. | 804                  | 484                  | 320                  | 60,2                 | 118      | 71       | 47       | 60,2     | Чемпион НБА (Финал НБА 2012, 2013)                                              | [ 11 ] |